# Fatnica
Fatnica je naseljeno mjesto u općini Bileća, Republika Srpska, BiH.
Nalazi se u Fatničkom polju.

## Stanovništvo

### 1991.
Nacionalni sastav stanovništva 1991. godine, bio je sljedeći:
ukupno: 155
- Srbi - 111
- Muslimani - 44

### 2013.
Nacionalni sastav stanovništva 2013. godine, bio je sljedeći:
ukupno: 79
- Srbi - 77
- Bošnjaci - 2